# Şıxarx
Şıxarx (auch Marağa, armenisch Մարաղա Maragha; von 1954–1992 armenisch Լենինավան Leninawan) ist ein seit dem ersten Bergkarabachkrieg weitgehend verlassener Ort in Bergkarabach, einer völkerrechtlich zu Aserbaidschan gehörenden Region im Kaukasus.

## Lage
Şıxarx liegt im äußersten Norden der einstigen armenischen autonomen Oblast Bergkarabach, unmittelbar westlich der Stadt Tərtər nahe der Waffenstillstandslinie. Nach aserbaidschanischem Verständnis liegt der Ort im Bezirk Tərtər in Aserbaidschan. Nach armenischem Verständnis gehört er zur Provinz Martakert in der Republik Arzach.

## Geschichte
Der Ort wurde 1828 von Armeniern aus dem gleichnamigen persischen Maragha gegründet.
Am 30. Juni 1954 wurde Maragha mit dem benachbarten Dorf Marguschewan zusammengelegt und zu Ehren von Wladimir Iljitsch Lenin in Leninawan umbenannt.
Am 10. April 1992 wurde Leninawan Schauplatz des Massakers von Maragha, als aserbaidschanische Streitkräfte den Ort eroberten und mindestens 45 der nicht geflüchteten armenischen Zivilisten ermordeten.
Am 29. Dezember 1992 wurde die nunmehrige Geisterstadt von den aserbaidschanischen Behörden in Şıxarx umbenannt und teilweise mit aserbaidschanischen Flüchtlingen besiedelt. Ein Teil der armenischen Bevölkerung wurde in dem vormals aserbaidschanischen Dorf Qızıl Kəngərli angesiedelt, welches in Erinnerung an den ehemaligen Heimatort in Nor Maragha umbenannt wurde. Nor Maragha musste im Zuge des erneuten Kriegs um Bergkarabach im November 2020 geräumt werden und die Bevölkerung erneut flüchten.

## Bevölkerung
| 1921                                                                                                 | 2351 | Maragha: 1003 Einw., Marguschewan: 1348 Einw. (ausschließlich Armenier)                    |
| 1970                                                                                                 | 3905 | 3712 Armenier (95,1 %), 109 Aserbaidschaner (2,8 %), 64 Russen (1,6 %), 7 Ukrainer (0,2 %) |
| 1979                                                                                                 | 3998 | 3740 Armenier (93,5 %), 172 Aserbaidschaner (4,3 %), 67 Russen (1,7 %), 7 Ukrainer (0,2 %) |
| 10. April 1992: Eroberung durch Aserbaidschan. Massaker und Vertreibung der armenischen Bevölkerung. |      |                                                                                            |